# Paloma Fernández Pérez
Paloma Fernández Pérez (Barcelona, 1964) es una catedrática de universidad de Historia Económica y de Negocios en la Facultad de Economía y Empresa de la Universidad de Barcelona. Posee una licenciatura en Geografía e Historia, por la Universidad de Barcelona, 1987, máster de Artes en Historia por la Universidad de California en Berkeley, 1989, y un Ph.D. en Historia por la misma universidad en 1994.

## Estudios
Fernández Pérez ha estudiado la influencia de las redes personales de las empresas europeas en la transición de la Edad Moderna a la contemporánea, en diversos sectores económicos (comercio colonial, industrias de capital intensivo, y en dos regiones autonómicas: Andalucía, Cataluña. Su enfoque ha sido la empresa familiar y cómo las empresas de propiedad familiar y pequeñas firmas desarrollan formas resilientes y de endurecimieto de modo de reducir incertidumbres y costos de transacción atravesando fronteras y tiempo.
Tanto sola o en colaboración, ha publicado artículos y textos, presentando una visión a largo plazo de la evolución y transformación de las estrategias pertinentes de grandes empresas familiares españolas con respecto a: roles de género, entrenamiento y educación, profesionalización de la gestión, internacionalización, creación de redes, y acciones colectivas.
También ha publicado "Un siglo y medio de trefilería en España", de la ed. Rivière y Moreda (Barcelona, Trivium 2004), y coeditado:
- con P. Pascual "Del metal al motor. Innovación y atraso en la historia de la industria metalmecánica española". Bilbao, FBBVA 2007
- con M. B. Rose "Innovation and Entrepreneurial Networks in Europe". Oxford, Routledge 2009
- con Nuria Puig diversos artículos en revista Business History sobre lobbies, internacionalización, y transferencia de conocimiento en empresas familiares españolas
- con Lina Gálvez en revista Business History Review sobre mujer y empresa familiar en España
- con Patricio Saiz en revista Business History Review sobre marcas industriales españolas
- con Elena San Román y Águeda Gil en Business History sobre SEUR
- con Pablo Díaz Morlan en libro sobre empresas familiares españolas publicado por FBBVA
- con María Fernández Moya sobre grandes empresas familiares en economías emergentes
- con José Luis García Ruiz sobre financiación de internacionalización de empresas españolas
- con Ferran Sabate sobre empresas privadas innovadoras del sector médico y clínico en Barcelona en primer tercio del XX
- con Carles Sudria sobre historiografía de la historia empresarial española en revista Business History
- con Mary B Rose y Andrea Colli un artículo en Enterprise and Society de 2003 sobre influencia de marcos regionales y nacionales en la diversidad de tipologias de empresas familiares en Europa
- con Jeffrey Fear y Christina Lubinski edición de libro Routledge de multinacionales familiares
- con Pere Pascual edición de libo FBBVA de historia de las industrias metalmecánicas en España

En 2003, Fernández Pérez organizó varias sesiones de panel para la "Historia de las Empresa conjuntas", por la Asociación Conference-European Business History, en Congreso en Lowell Mass.; y en 2009, en la Conferencia de la misma institución en Milán, con J. Vidal.
Ha desarrollado arbitrajes de revisión de artículos y de libros para la "Revista de Historia Industrial", "Investigaciones de Historia Económica", "Revista de Historia Económica", "Business History", y "Enterprise&Society".

## Disertaciones
Su tesis de licenciatura la realizó bajo la supervisión de Carlos Martínez-Shaw tratando la historia de la prensa económica en España en el siglo XVIII. Su defensa de tesis del Ph.D. "Familia y matrimonio en torno al comercio colonial en el siglo XVIII en Cádiz", bajo la supervisión de Richard Herr, fue publicado en castellano como "El rostro familiar de la metrópoli. Redes de parentesco y lazos mercantiles en Cádiz 1700-1812" (Madrid: siglo XXI de España Editores, 1997).

## Honores
Miembro de
- European Business History Association desde 1997. Miembro electo de su Consejo 2013-2017.
- Business History Conference. Trustee desde 2017.
- Asociación Española de Historia Económica. Desde 1995
- Coeditora de revista Business History desde 2013
- Editora fundadora de revista Journal of Evolutionary Studies in Business desde 2016
- Society for Spanish and Portuguese Historical Studies. Desde 1989
- Centre d'Estudis d'Història Moderna Pierre Vilar. 1988-1991
- Center for Western European Studies, U.C. Berkeley. 1988-1993
- Organization of American Historians. 1989-1993
- Societat Catalana d'Estudis Històrics. Desde 1995
- Consejo de la Junta del Centro de Estudios en Economía e Historia Económica Antoni de Capmany, de la Universidad de Barcelona
- Control del website del Entrepreneurial History Discussion Papers

## Galardones
Ha recibido varias becas y premios de instituciones europeas, de EE. UU. y de América Latina:
- 1988: beca La Caixa/Indiana para estudiar una M.A. en EE. UU. (1988)
- 1989: Beca Fulbright para estudiar el Ph.D. en historia en EE. UU.
- 1990: beca P.E.O. Mellon Write-Up disertación de tesis de la U.C. Berkeley
- 1987: beca de viaje de U.I.M.P. Generalidad de Cataluña
- 1996: beca del Instituto de la Empresa Familiar, Fundación Banco Bilbao Vizcaya Argentaria para Estudios en Economía y Negocios
- y varios proyectos públicos de investigación competitivos del Ministerio de Educación y Ciencia y del Ministerio de Ciencia e Innovación (en 2005 y en 2008)
- 2008: designada Miembro Honorario Visitante de la Universidad de Lancaster, Reino Unido por sus numerosos proyectos de cooperación en iniciativas de investigación y docencia con varios miembros de su Instituto de Emprendimiento y Desarrollo Empresarial.
- 2008-2013. Premio ICREA Academia
- 2013-2018. Premio ICREA Academia
- 2016. Octubre. Premio Investigación del Instituto Argentino de la Empresa Familiar IADEF por coeditar libro Familias empresarias y grandes empresas familiares en América Latina y España (Bilbao, FBBVA 2015).
- Premio Best Paper Prize de la European Business History Association por la comunicación conjunta con Patricio Sáiz "Intangible Assets and Competitiviness in Spain: An Approach through Trademark Registration Data in Catalonia 1850-1946"

## Algunas publicaciones
- con Lourdes Casanova. 2012. Algunas claves de la longevidad de las grandes empresas familiares brasileñas. Apuntes: Revista de Ciencias Sociales 39 ( 70): 273-300 ISSN-e 2223-1757, ISSN 0252-1865 en línea

- 2011. El rostro familiar de los nuevos global players: la gran empresa familiar en México, Brasil y China en el siglo XXI. Apuntes: Revista de Ciencias Sociales 38 ( 68): 267-277 ISSN-e 2223-1757, ISSN 0252-1865 en línea reseña

- con María Fernández Moya. 2011. Making room for emerging economies: A comparative approach of the largest family businesses in China, Mexico and Brazil. GCG : Revista de Globalización, Competitividad y Gobernabilidad 5 ( 1): 76-93 ISSN 1988-7116 en línea

- con N. Puig. 2007. "Silent Revolution. The internationalization of large Spanish family firms". Número especial sobre la internacionalización de las empresas editado por Peter Buckley, John Wilson, Business History, en línea

- con L. Gálvez. 2007. "Female Entrepreneurship in Spain during the Nineteenth and Twentieth Centuries". Business History Review 81 ( 3): 495-516, número especial sobre la mujer en el sector servicios

- con N. Puig. 2007. “Bonsais in a Wild Forest? A historical Approach to the Longevity of Large Historical Family Firms in Spain”. Revista de Historia Económica. J. of Iberian and Latin American Economic History 25 (3 ): 459– 497

- 2007. "Small Firms and Networks in Capital Intensive Industries: The Case of Spanish Steelwire Manufacturing". Business history 49 ( 5): 647-667

- 2006. "Redes empresariales en el sector del metal: el caso de las industrias del alambre de hierro y acero en España (1880-1974)”. Investigaciones de Historia Económica 4:  51–76

- con N. Puig. 2004. “Knowledge and Training in Family Firms of the European Periphery: Spain , XVIII to XXth centuries”. Business History 46 (1 ): 79– 99

- con A. Colli, M.B. Rose. 2003. “National Determinants of Family Firm Development? Family Firms in Britain , Spain and Italy in the Nineteenth and Twentieth Centuries”. Enterprise and Society, 4 (1 ): 28–64

- 2003. "Reinstalando la empresa familiar en la Economía y la Historia Económica. Una aproximación a debates teóricos recientes”. Cuadernos de Economía y Dirección de Empresas, 17

### Traducciones
- (con Álex Sánchez) artículo de J.K.J. Thompson "Technological Transfer for the Catalan Cotton Industry: From Calico Printing to the Self-Acting Mule", publicado con el título "Transferencia tecnológica en la industria algodonera catalana: de las indianas a las selfactinas", en Revista de Historia Industrial 24, (2003): 13-50